# 1986 en basket-ball
 (novembre 2023).
Si vous disposez d'ouvrages ou d'articles de référence ou si vous connaissez des sites web de qualité traitant du thème abordé ici, merci de compléter l'article en donnant les références utiles à sa vérifiabilité et en les liant à la section « Notes et références ».
Chronologie du basket-ball
1985 en basket-ball - 1986 en basket-ball - 1987 en basket-ball
Les faits marquants de l'année 1986 en basket-ball.

## Récompenses des joueurs enNBA

### Meilleur joueur de la saison régulière  (MVP)
| - Larry Bird, Boston Celtics |

### Meilleur joueur de la finale NBA
| - Larry Bird, Boston Celtics |

### Concours de Dunk: (Slam Dunk Contest)
| - Spud Webb, Atlanta Hawks |

### Concours de 3 points: (Three-point Shootout)
| - Larry Bird, Boston Celtics |

## Naissance
- Ian Mahinmi